# 西沙濕地
西沙濕地全稱西沙国家湿地公园，是中華人民共和國上海市崇明區绿华镇的一個濕地公園，緊鄰長江，是國家4A級旅遊景區。公園總面積300公頃，景區內有崇明岛國家地質公園紀念碑、6800米的生態棧道等景點。公園於2006年10月1日對外開放。2018年8月，由於西沙湿地內的木栈桥等設施被2018年熱帶風暴摩羯破壞，西沙濕地被迫閉園改造。2021年2月26日，西沙濕地重新開放。